# Dune costiere del Parco dell'Uccellina
Dune costiere del Parco dell'Uccellina este o arie protejată (arie specială de conservare — SAC, sit de importanță comunitară — SCI, arie de protecție specială avifaunistică — SPA) din Italia întinsă pe o suprafață de 158 ha, integral pe uscat.

## Localizare
Centrul sitului Dune costiere del Parco dell'Uccellina este situat la coordonatele 42°38′10″N 11°04′25″E / 42.6361°N 11.0736°E.

## Înființare
Situl Dune costiere del Parco dell'Uccellina a fost declarat sit de importanță comunitară în iunie 1995 pentru a proteja 21 de specii de animale. Alte tipuri de protecție:
- arie de protecție specială avifaunistică (în decembrie 1998)[2]
- arie specială de conservare (în decembrie 2016)[1][3][4]

## Biodiversitate
Situată în ecoregiunea mediteraneană, aria protejată conține 20 de habitate naturale: Dune de pe litoral fixate cu Crucianellion maritimae, Dune cu vegetație ierboasă Malcolmietalia, Dune cu vegetație ierboasă Brachypodietalia cu specii anuale, Tufărișuri termo-mediteraneene și de pre-deșert, Vegetație anuală la limita mareei, Faleze cu vegetație de Limonium spp. endemic de pe coastele mediteraneene, Pseudostepă cu ierburi și specii anuale de Thero-Brachypodietea, Dune împădurite cu Pinus pinea și/sau Pinus pinaster, Păduri de Quercus ilex și Quercus rotundifolia, Pășuni mediteraneene udate de apa mării (Juncetalia maritimi), Pajiști umede mediteraneene cu ierburi înalte de Molinio-Holoschoenion, Dune mobile cu vegetație embrionară, Dune cu tufărișuri sclerofile Cisto-Lavenduletalia, Tufărișuri halofile mediteraneene și termo-atlantice (Sarcocornetea fruticosi), Dune de coastă cu Juniperus spp., Stepe sărăturate mediteraneene (Limonietalia), Lagune de coastă, Dune mobile de-a lungul țărmului cu Ammophila arenaria („dune albe”), Matorral arborescenți cu Juniperus spp., Formațiuni scunde de Euphorbia în apropierea falezelor.
La baza desemnării sitului se află mai multe specii protejate:
- păsări (17): pescăruș albastru (Alcedo atthis), rață mare (Anas platyrhynchos), fâsă-de-câmp (Anthus campestris), stârc cenușiu (Ardea cinerea), pasărea ogorului (Burhinus oedicnemus), ciocârlie-cu-degete-scurte (Calandrella brachydactyla), Calidris alba, caprimulg (Caprimulgus europaeus), prundăraș de sărătură (Charadrius alexandrinus), dumbrăveancă (Coracias garrulus), egretă mică (Egretta garzetta), Emberiza leucocephalos, măcăleandru (Erithacus rubecula), găinușă de baltă (Gallinula chloropus), Larus audouinii, silvie de tufiș (Sylvia undata), corcodel mic (Tachybaptus ruficollis)
- nevertebrate (1): Euplagia quadripunctaria
- reptile (3): șarpele cu patru dungi (Elaphe quatuorlineata), țestoasa de baltă (Emys orbicularis), țestoasă bănățeană (Testudo hermanni)

Pe lângă speciile protejate, pe teritoriul sitului au mai fost identificate 38 de specii de plante, 1 specie de amfibieni, 1 specie de mamifere, 13 specii de nevertebrate, 2 specii de reptile.